# Brassband UDI
Brassband U.D.I. Oosternijkerk is een muziekvereniging uit Oosternijkerk. De vereniging is opgericht in 1911 als fanfare. 
In het jaar 1999 is UDI omgeschakeld naar brassband. Op concoursen en kampioenschappen komt U.D.I. uit in de vierde divisie, ook op de Nederlandse Brassband Kampioenschappen (NBK). In 2005 werd op dit kampioenschap een 4e plaats behaald en in 2006 een verdienstelijke 2e plaats.
Op 12 februari 2011 vierde U.D.I. haar 100-jarig bestaan met een jubileumdag, bestaande uit de verschijning van een herdenkingsboek ("Hark ris wat kinne dy mannen spylje"!"), een reünie en een concert. Dit concert was in samenwerking met de Friese zanger Gurbe Douwstra en het jeugdorkest van UDI en Euphonia Ternaard. De afterparty werd verzorgd door orkest Butterfly.
De huidige dirigent van U.D.I. is Marco Middelberg.